# 尊室呈
尊室呈（1931年9月27日—2021年7月11日），當時譯作宗室呈，法名心道（Tâm Đạo），越南農業學家，曾擔任越南共和國農業與土地改革部長、農業部長等職務。1975年越南共和國滅亡時與家人一起移居法國。2021年在美國加利福尼亞州逝世。

## 生平
1931年9月27日，尊室呈出生於越南順化。:854
尊室呈畢業於法國巴黎國家農業研究院的農業工程專業和位於法國马恩河畔诺让的熱帶農業高等學院。:854
1963年，尊室呈出任外援署署長。:8541964年，擔任西貢農林畜學院院長。:8541965年，出任聯合國開發計劃署諮詢專家。:8541966年，擔任經濟與財政部長助理。:8541967年，擔任總理辦公室主任助理，同年出任阮文祿內閣改革土地與農業部長。:8541968年轉任計劃總委會長。:854
1973年，尊室呈出任越南共和國農業部長，同時兼任由1962年開始擔任的越南國家農業學院正教授一職。:854
1975年越南共和國滅亡前，尊室呈與家人於4月底乘船離開了越南。同年7月，由法國和歐洲的難民機構同意，前往法國定居。
2021年7月11日，尊室呈在美國加利福尼亞州爾灣逝世，享壽90歲。

## 荣誉
- 一等经济佩星[2]:855

## 個人生活
尊室呈是一位佛教徒，法名心道（Tâm Đạo）。
尊室呈與妻子黎氏夢枝育有至少五個子女。

## 著作
- 《農學大綱》（Nông học đại cương），1967年[2]:854